# فريدريك (مغني)
فريد كرم نصار (1972-) المعروف باسمه الفني فريدريك، هو فنان تسجيل هيب هوب أمريكي حائز على جائزة جرامي، ودي جي، ومنتج تسجيلات. حصل على فرصته الكبرى عندما أصبح منتجًا لشركة التسجيلات أفترماث للتسلية التي أسسها دكتور دري حديثًا، ثم عمل مع شركة التسجيلات التابعة لسنوب دوج، وأصبح منتجًا معروفًا في المواد التابعة لـه. خلال هذا الوقت كان أيضًا منتجًا لأغنية Snoop Dogg: Riders on the Storm ft. The Doors في لعبة نيد فور سبيد 2. لقد أنتج مسارات من ألبوم كوروبت، وقد تم إصدار كلا الألبومين خلال الفترة التي غادر فيها مغني الراب شركة ديث رو.
كما أنتج أيضًا لفنانين آخرين من الهيب هوب والبوب مثل إيمينيم، وبريتني سبيرز، وآيس كيوب، وليل كيم، وهيلاري داف، وإكسزيبيت، وذا جيم، ونيت دوج، وإيفرلاست، وسايبريس هيل، و50 سنت، وموب ديب، بالإضافة إلى أعمال غير أمريكية مثل ديزي راسكال، وتامر حسني، وقصي خضر، وكارل وولف.

## حياته
وُلد فريد كرم نصار في عام 1972 في فلينت بولاية ميشيغان لعائلة فلسطينية. هاجر والداه إلى الولايات المتحدة في عام 1967 بعد حرب الأيام الستة. وُلِد والده في القدس وعمل كصانع أدوات وقوالب لشركة سبارك، وهي قسم من شركة جنرال موتورز، في حين أن والدته من بير زيت. عندما كان في العاشرة من عمره، انضم هو ووالده إلى احتجاج سياسي بعد مذبحة صبرا وشاتيلا. ثم انتقلت العائلة إلى سان خوسيه، كاليفورنيا، لفتح متجر بقالة خاص بهم.
عندما كان عمره 11 عامًا، بدأ في الرقص وصنع شرائط الرقص على معدات DJ المستعارة. اشترت له والدته لوحة مفاتيح، وقام بصنع شرائط مختلطة. أثناء دراسته في المدرسة الثانوية، عمل على إنتاج "مزيج ضخم" من بكرات لمدة خمسة أيام متواصلة وأرسله إلى محطة راديو الهيب هوب 106.1 KMEL في منطقة الخليج.

## مسيرته الموسيقية
مستوحى من المنتجين دكتور دري، ومنترونيكس، ومارلي مارل، وفرقة ذا بومب سكواد، بدأ فريدريك في تجربة معدات الإنتاج، وتقنيات التسجيل، ومهاراته كدي جي ليتمكن من ابتكار صوته الخاص. ساهم تأثير موسيقى الهيب هوب على الساحل الشرقي، والهيب هوب على الساحل الغربي، والإلكترونيات، والسول، والبانك، والموسيقى الشرق أوسطية والروك في منحه صوتًا مميزًا. من عام 1995 إلى عام 1997 تم تعيينه من قبل منتج فرقة Bomb Squad هانك شوكلي كمدير تنفيذي لقسم اكتشاف المواهب في شركة يونيفرسال الموسيقية/ تسجيلات إم سي إيه حيث أشرف على تسجيلات فنانين مثل ماري جيه بليج، وآليا، وإيماتور، وأل جرين، وكينج تي، وشاي، وبوبي براون، والموسيقى التصويرية مثل عقول خطرة، وTales from the Hood، وغيرهم.
بعد مغادرة شركة يونيفرسال الموسيقية، قرر فريدرك التركيز بشكل كامل على الإنتاج. كان يوزع أقراصه المضغوطة الإنتاجية على أي شخص يستمع إليها، وانتهى الأمر في النهاية مع الدكتور دري الذي اتصل بفريدريك ليأتي ويتعاون معه في الاستوديو مما أدى بعد ذلك إلى عمله في ألبوم 2001 الذي حقق مبيعات متعددة من البلاتين. قدمه زميله في السكن في ذلك الوقت إكسزيبيتإلى Soopafly، الذي مرر بعد ذلك أيضًا قرصه المضغوط إلى أعضاء Dogg Pound و Daz و كوروبت مما أدى إلى إنتاجه لألبوم Kurupt Tha Streetz Iz a Mutha والفرصة للعمل مع سنوب دوغ. ثم طلب سنوب من فريدريك الانضمام إلى شركته كمنتج.
في عام 2007، تعاون مع كاتبة الأغاني كارا ديوغاردي لإنتاج أغاني لنجمتي البوب بريتني سبيرز وهيلاري داف. حصل على جائزة إم تي في الموسيقى الأوروبية لأفضل ألبوم عن إنتاجه لألبوم بريتني تعتيم (ألبوم)، وأصبحت كارا القاضية الجديدة في برنامج أمريكان آيدول.

## إم تي في العربية
أدى إطلاق قناة إم تي في في عام 2007 إلى عودة فريدريك إلى جذوره في الشرق الأوسط، حيث شارك في استضافة (Hip HopNa) وهي رحلة بحث عن مواهب الهيب هوب في جميع أنحاء الجزيرة العربية مع صديقه وشريكه قصي خضر. الموسم الأول شهد اكتشاف مغني راب عرب مثل عمر بوفلو. حر الصحراء، الأسفلت، الملكة وغيرها. وصل عدد مشاهدي البرنامج إلى 180 مليون مشاهد، وهو أول برنامج من نوعه.

## قناة وناسة
في عام 2009، استضاف فريدريك عرضًا أسبوعيًا للهيب هوب العربي يسمى "بيت الهيب هوب" إلى جانب فنان الهيب هوب السعودي قصي المعروف باسم أسطورة الدون كاميليون. في رالي غامبول 3000 لعام 2007، قاد فريدريك وإكسزيبيت سيارة لامبورجيني جالاردو سوداء اللون. خلال اليوم الأول من المظاهرة، صادرت الشرطة الهولندية رخصة قيادة إكسزيبيت لقيامه بقيادة سيارة بسرعة 160 ميلاً في الساعة، حيث أن المسموح 100كم/الساعة فقط. بعد العقوبة، تولى فريدريك القيادة وتم السماح لهم بالاستمرار. في مقابلة مع شخصية الراديو الهولندية Reinout 'Q-Bah' van Gendt، يقول إكسزيبيت أنه أخطأ في حساب الكيلومترات على أنها أميال. وفي نهاية المطاف لم يتمكن من الحصول على رخصته من الشرطة الهولندية واضطر إلى التقدم بطلب للحصول على رخصته الجديدة في الولايات المتحدة.

## أوقفوا السياسة القمعية
بدأت حركة توقف على يد فريدريك في 19 أبريل 2003. تم إنشاؤه لإعلام العالم عن حرب العراق. للوصول إلى عدد أكبر من الأشخاص، أنتجت فرقة فريدريك سلسلة من الأغاني مع فنانين متعددين بما في ذلك ماك 10و موب ديب وغيرهم.
"يسقط معنا" هي الأغنية الأولى في حركة التوقف. وهو أيضًا النشيد لهذه الحركة المناهضة للحرب. تم إصداره في 28 أبريل 2003. تم إنتاجه بواسطة فريدريك. عزيزي السيد الرئيس هي الأغنية الثانية لحركة توقف. تم إصداره كتنزيل رقمي على الموقع الرسمي لـفريدرك. تم إنتاجه أيضًا بواسطة فريدريك، ويضم كاي أر إس-ون.

## 2016
في خريف عام 2016، عرضت قناة في إتش 1 عرضًا جديدًا مع سنوب دوج ومارثا ستيوارت وفريدريك يسمى Martha & Snoop's Potluck Dinner Party، والذي يتضمن ألعابًا ووصفات وضيوفًا موسيقيين. شارك فريدريك وسنوب ومارثا لاحقًا في بطولة إعلانات تجارية لشركتي سنيكرز و سفن اب. في مقابلة عام 2016 مع صحيفة نيويورك تايمز، وصفت مارثا فريد بأنه "صديقها الجديد المفضل".